# Питјелова
Питјелова (слч. Pitelová) насељено је мјесто са административним статусом сеоске општине (слч. obec) у округу Жјар на Хрону, у Банскобистричком крају, Словачка Република.

## Становништво
| Година:    | 1994. | 2004.   | 2014.   | 2024.   |
| ---------- | ----- | ------- | ------- | ------- |
| Број људи: | 646   | 666     | 650     | 600     |
| Разлика:   |       | +3,09 % | -2,40 % | -7,69 % |

| Година:    | 2023. | 2024.   |
| ---------- | ----- | ------- |
| Број људи: | 593   | 600     |
| Разлика:   |       | +1,18 % |

Према подацима о броју становника из 2011. године насеље је имало 675 становника.